# صومعه گلاتی
صومعهٔ گلاتی (به گرجی: გელათის მონასტერი) یک صومعه ارتدکس گرجی واقع در کوتایسی، گرجستان می‌باشد. ساخت و ساز این ساختمان در ۱۱۰۶ میلادی به پایان رسید. این صومعه جزء میراث جهانی یونسکو و جاذبه‌های گردشگری گرجستان به شمار می‌آید. از اشخاص معروفی که در این مکان دفن شده‌اند می‌توان به داویت چهارم اشاره کرد.
دو فیلسوف گرجی به نام های آرسن ایقالتوئلی و ایوانه چیمچیملی فرهنگستانی را به همین نام (گلاتی) در این صومعه تأسیس گردند که در زمان خود شهرتی بین‌المللی داشته است.

## نگارخانه

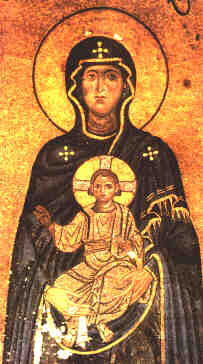
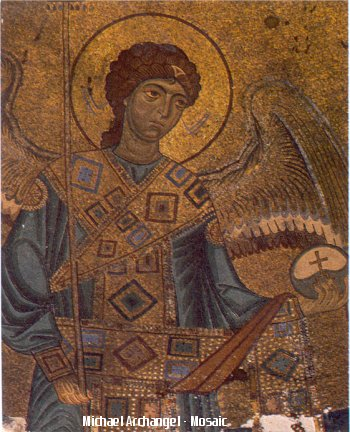
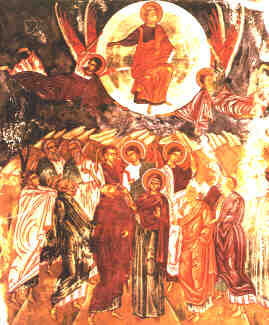
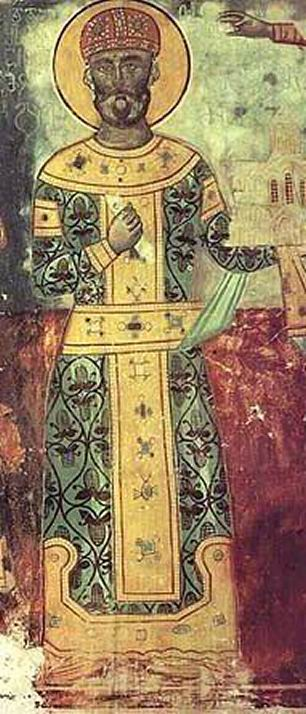
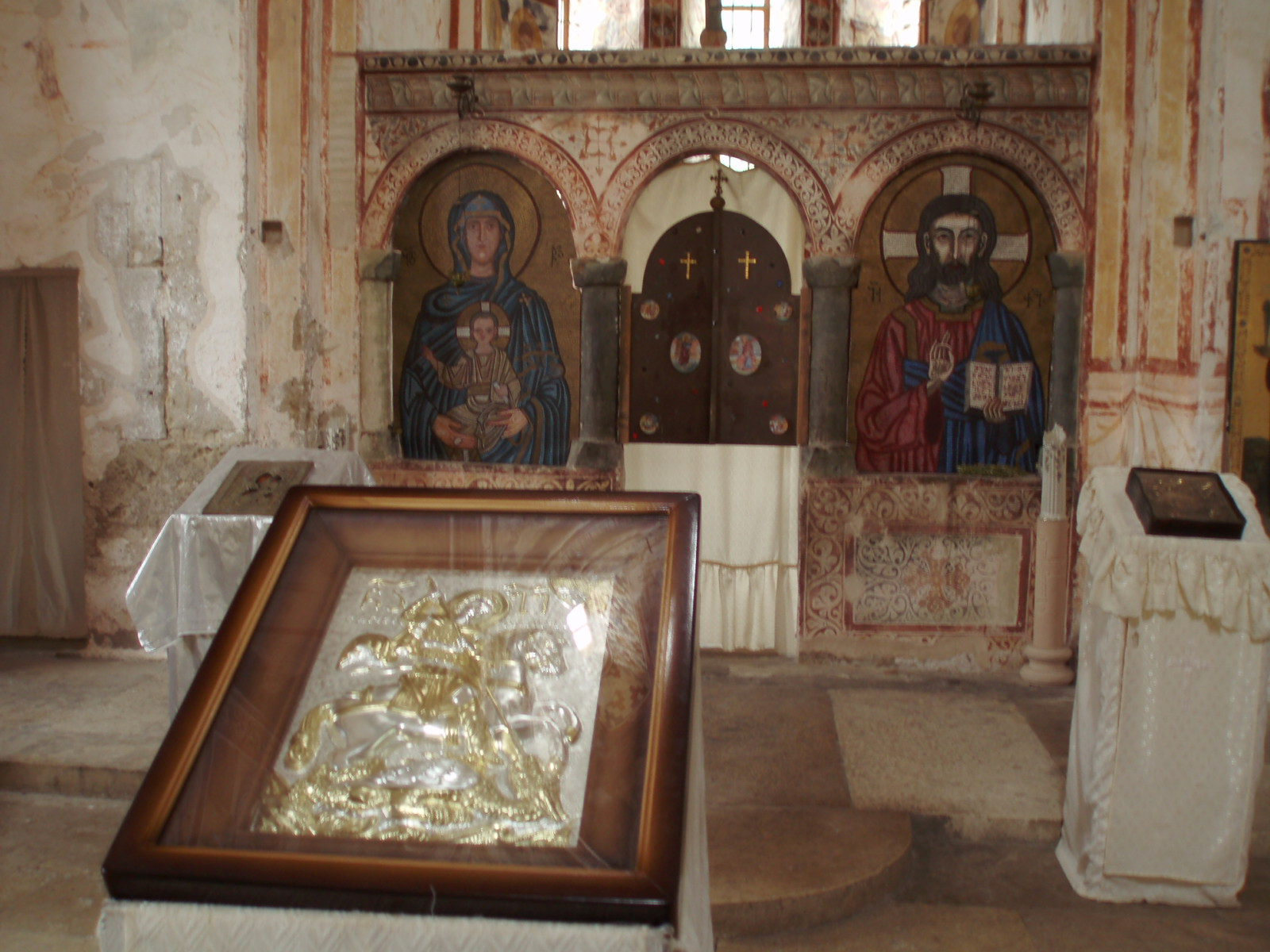
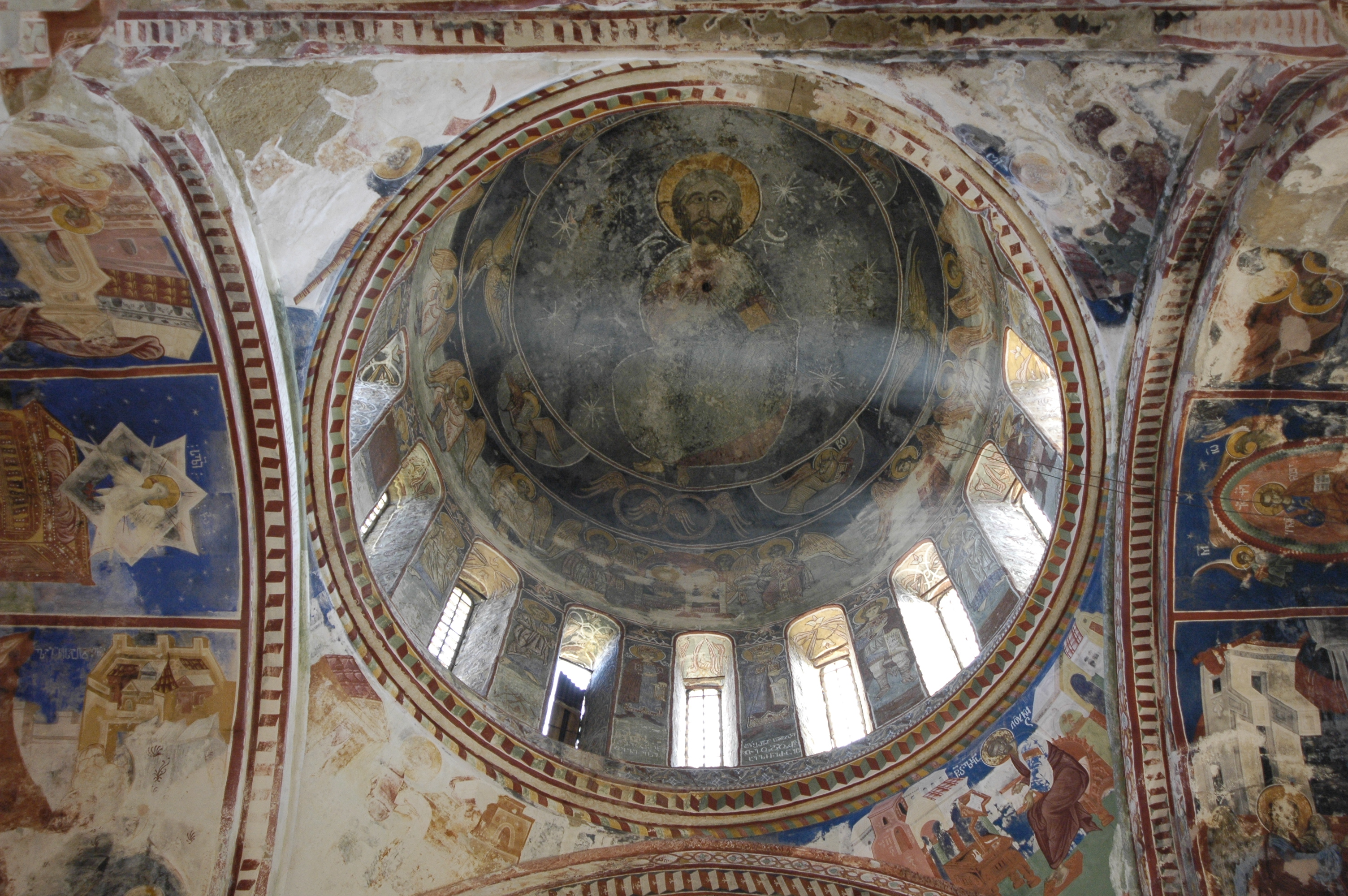
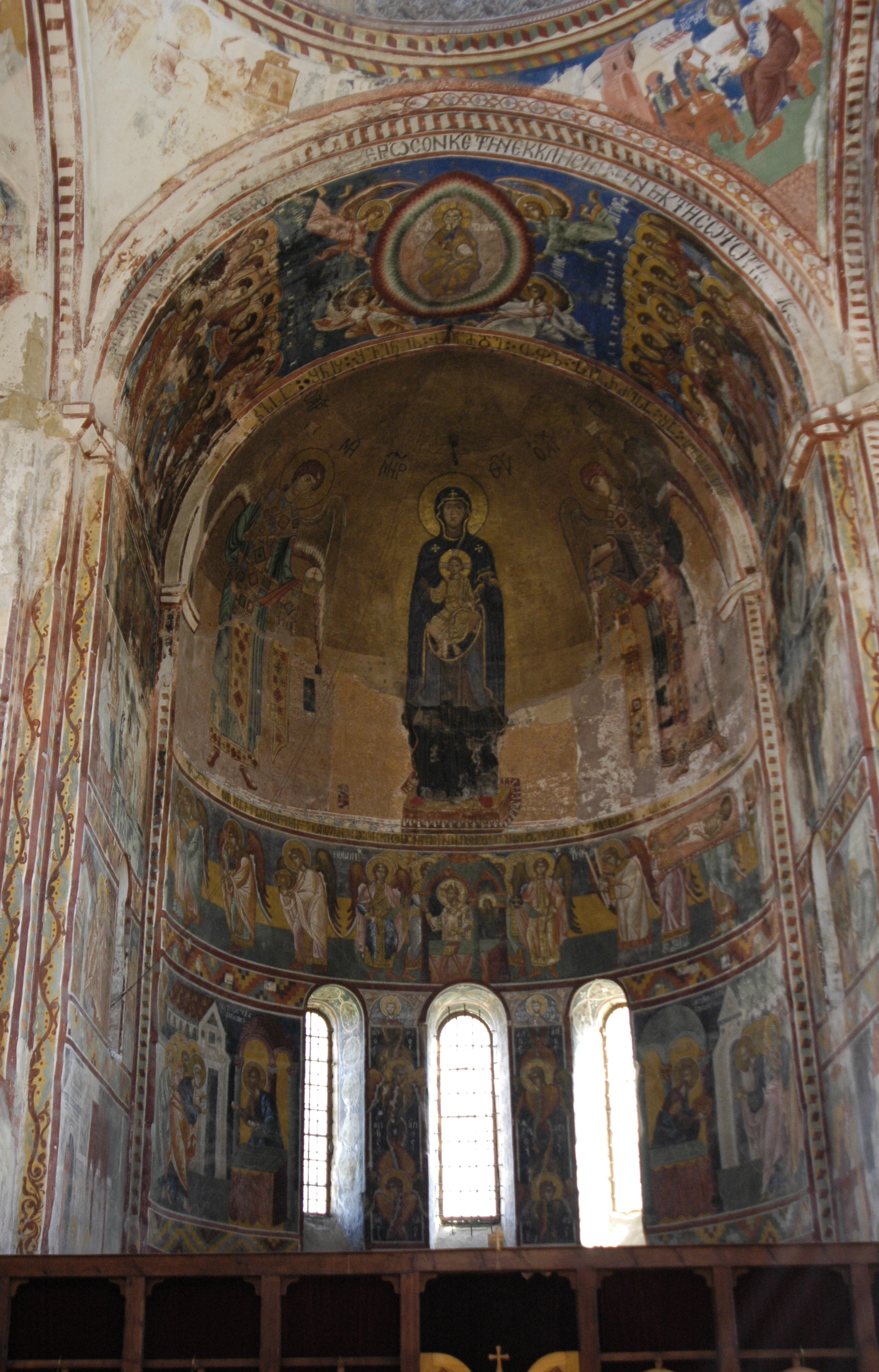
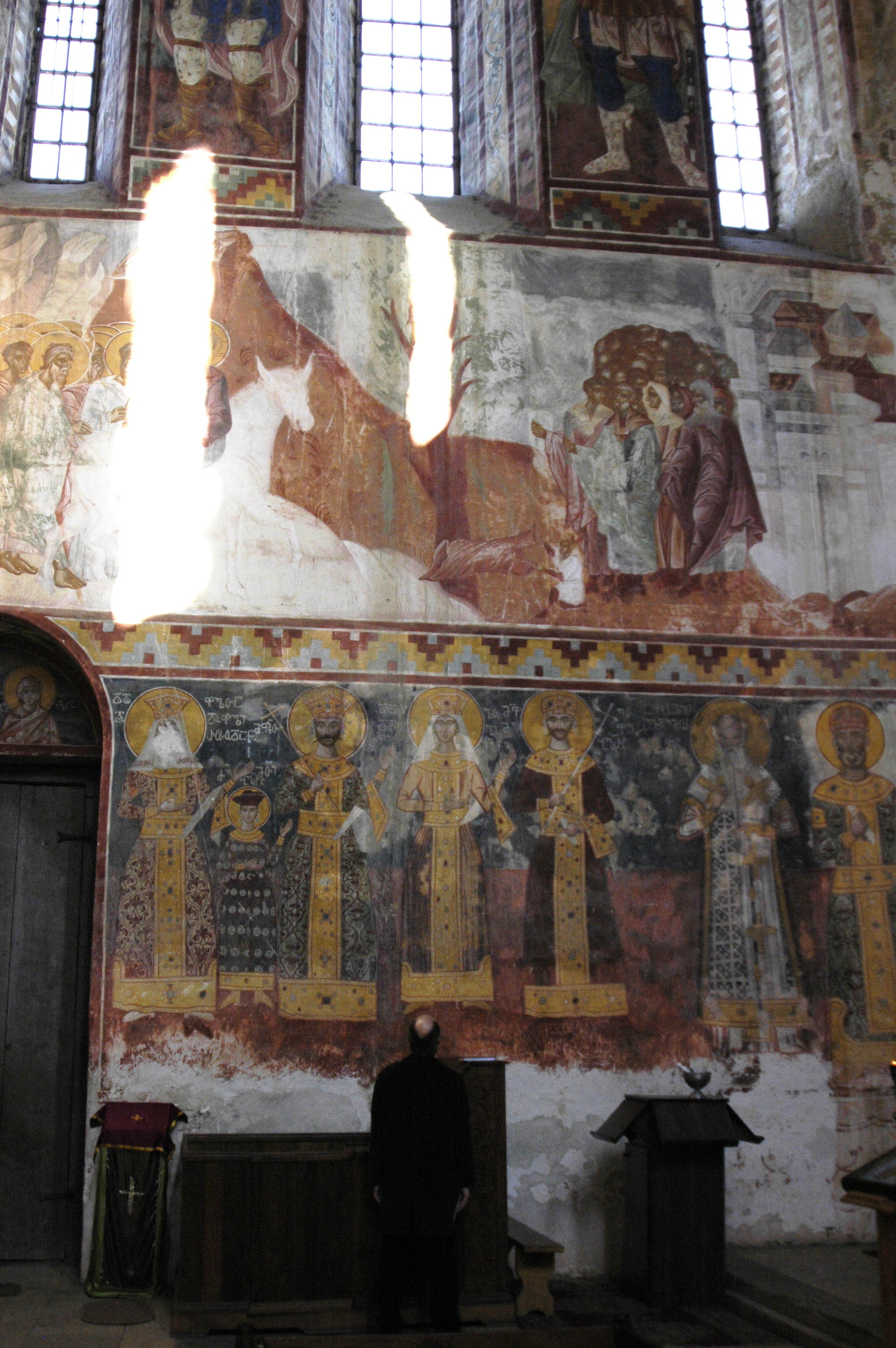
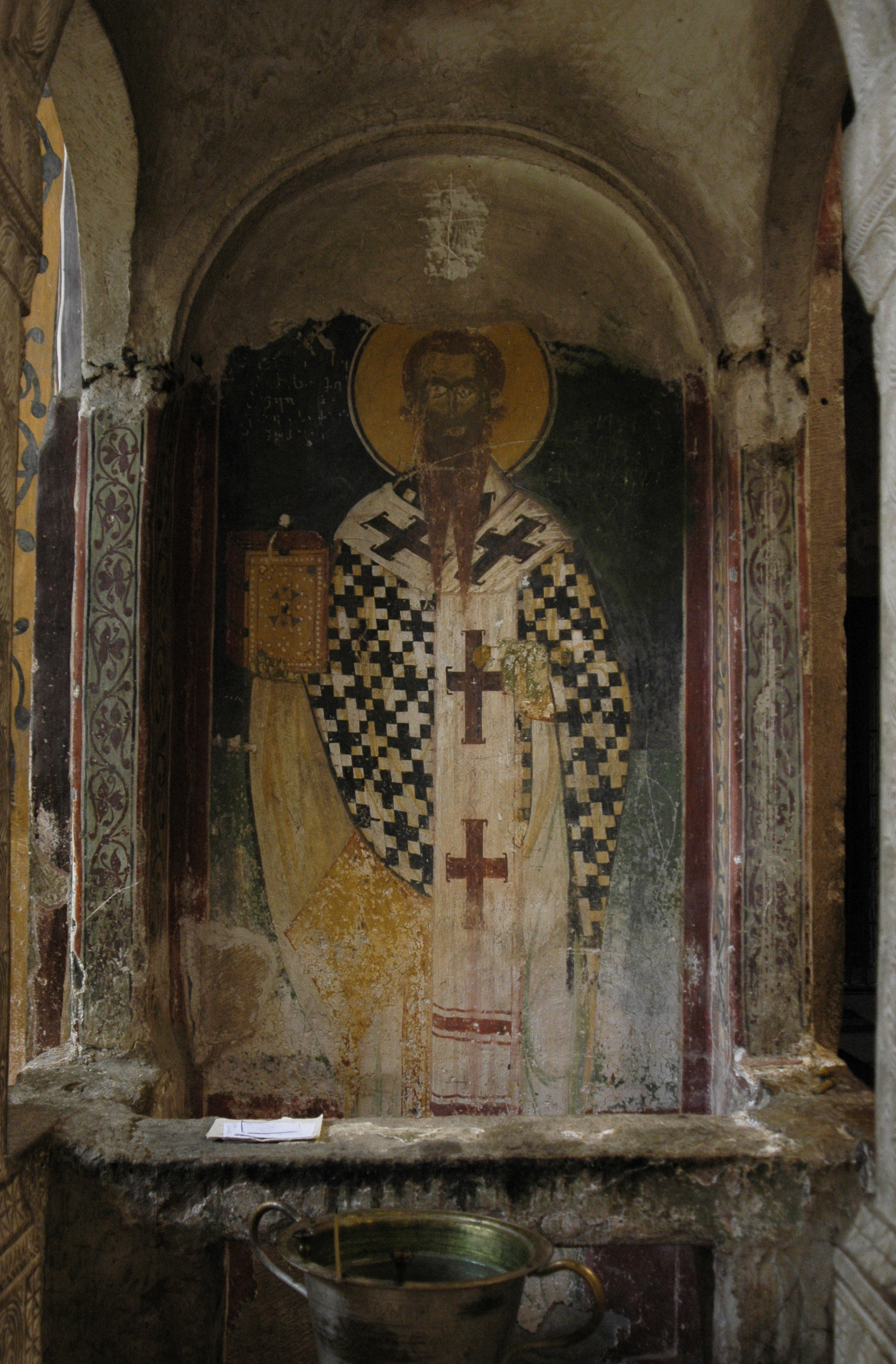
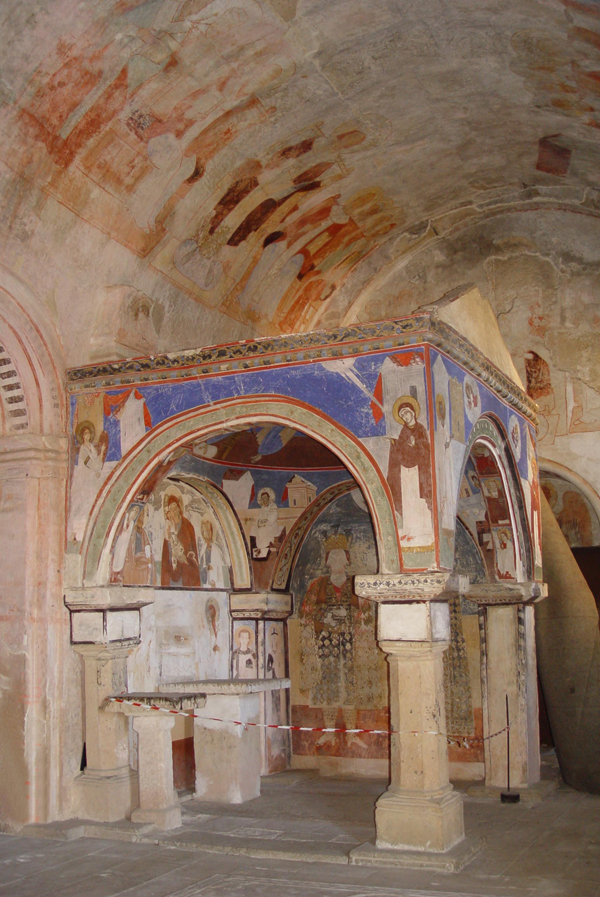
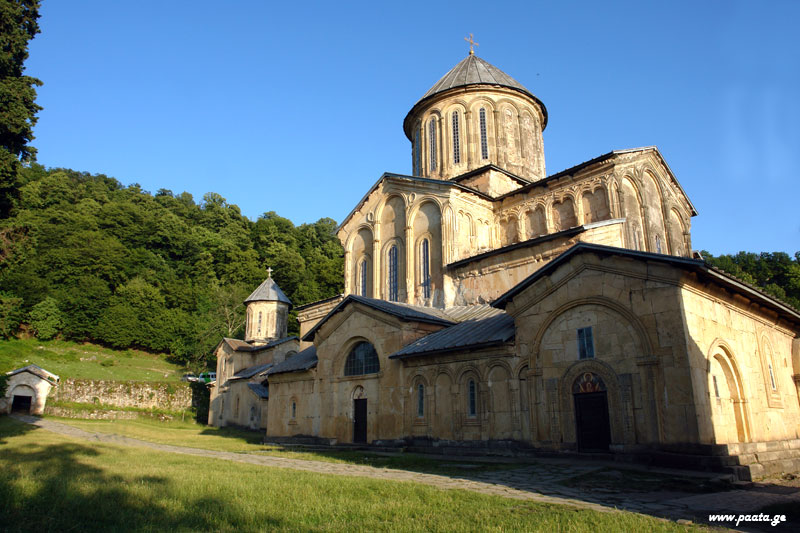
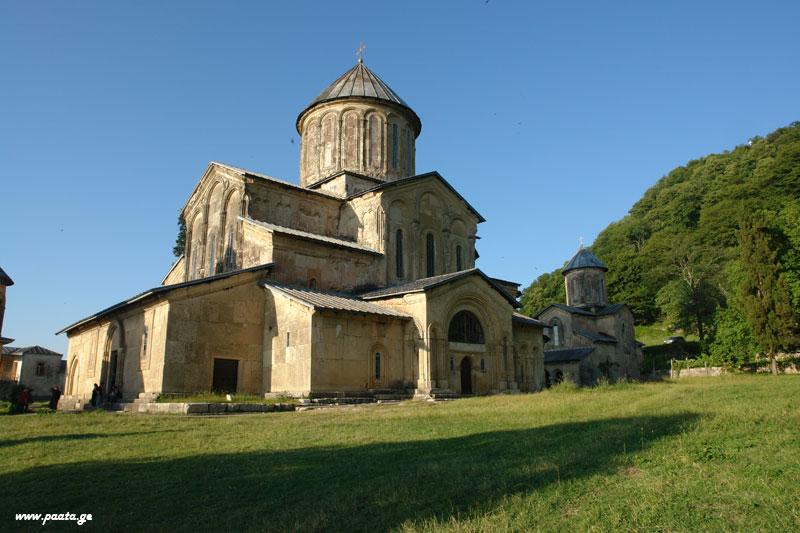
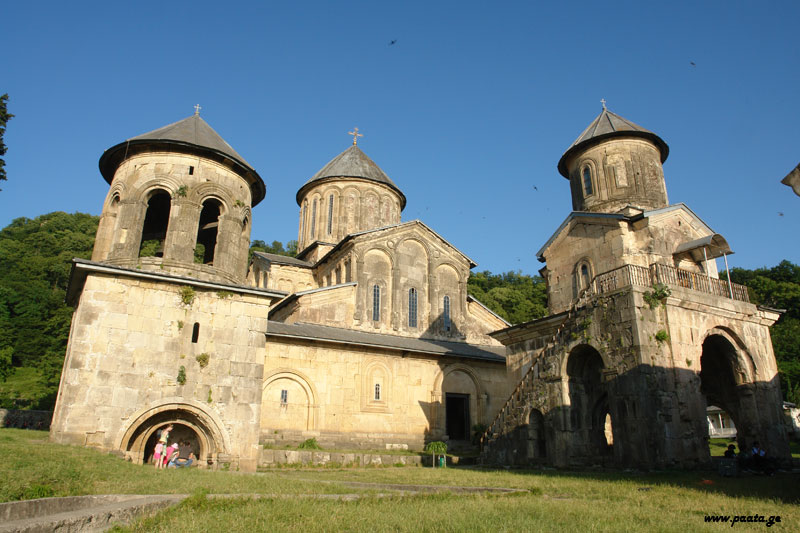
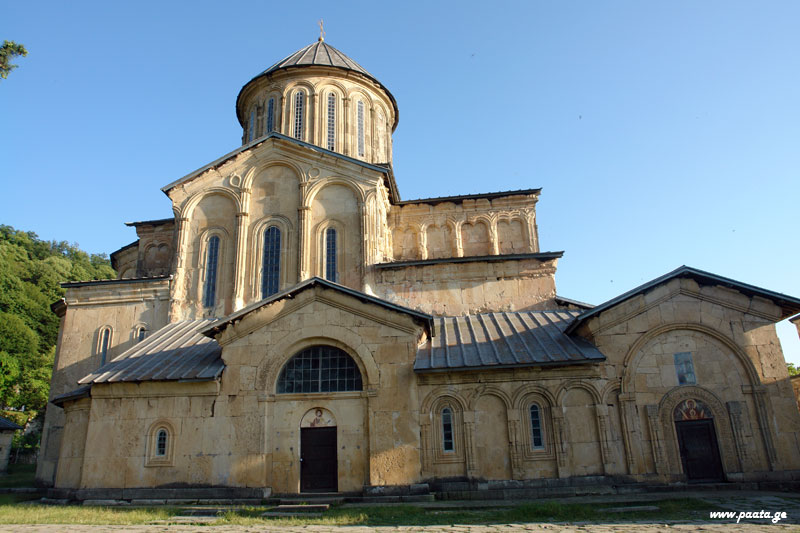
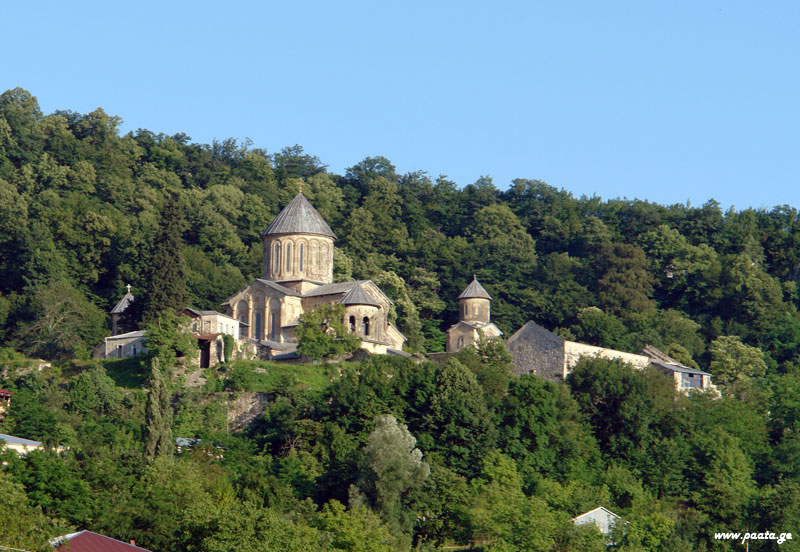
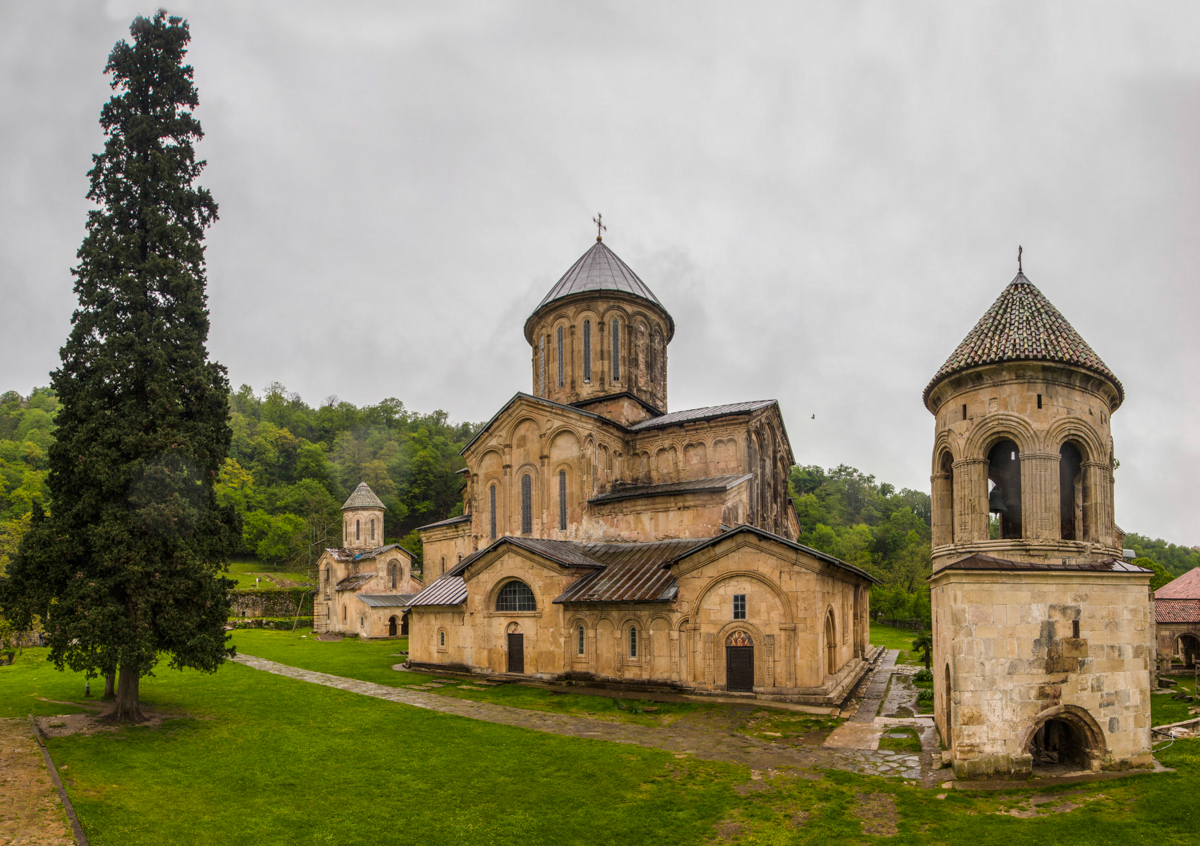
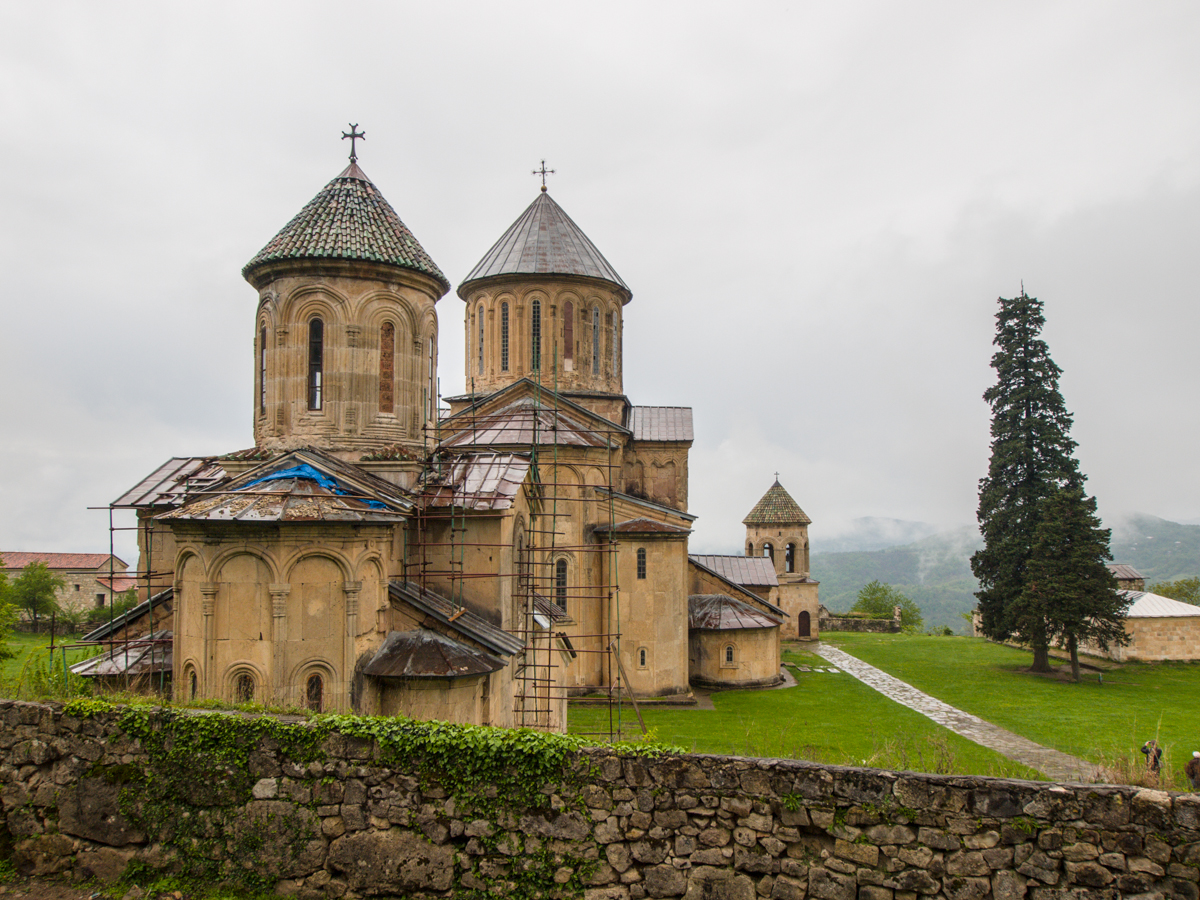
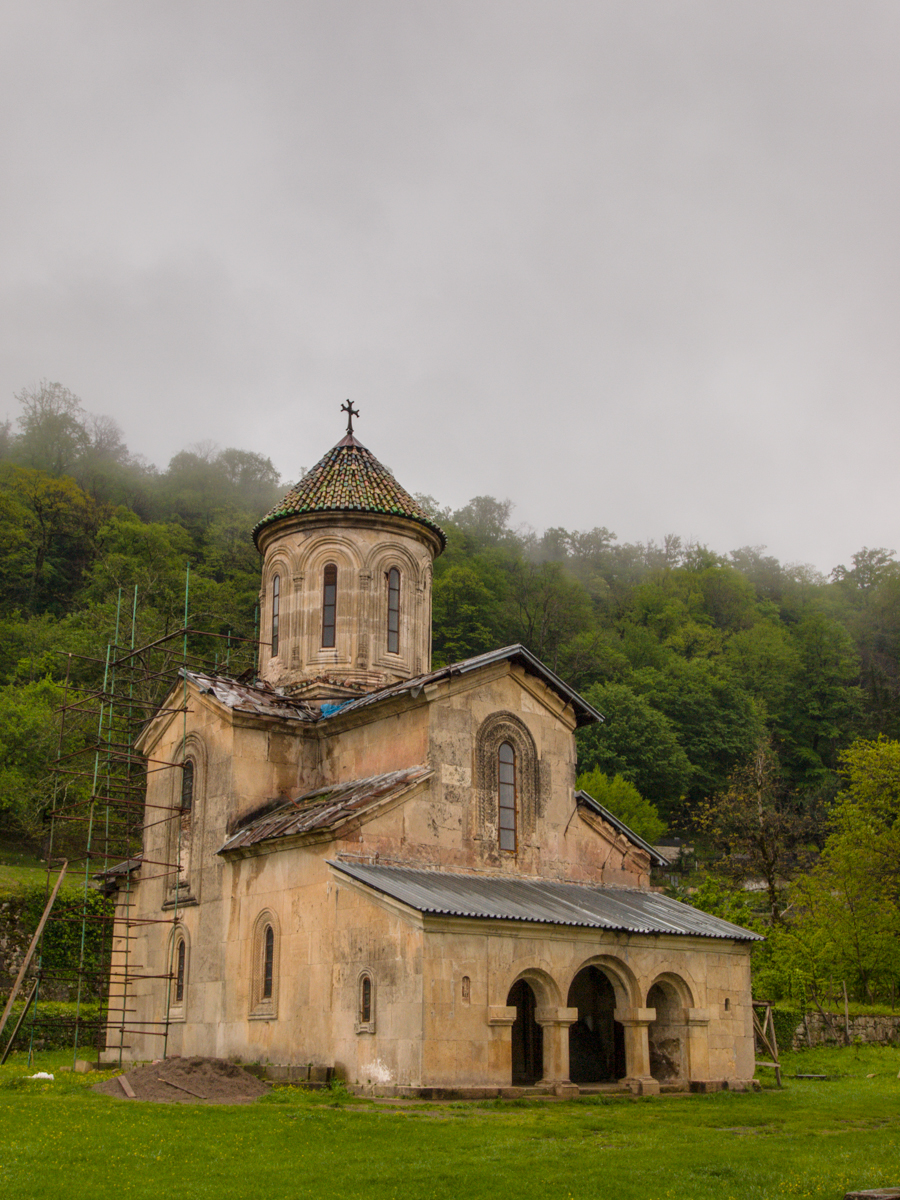
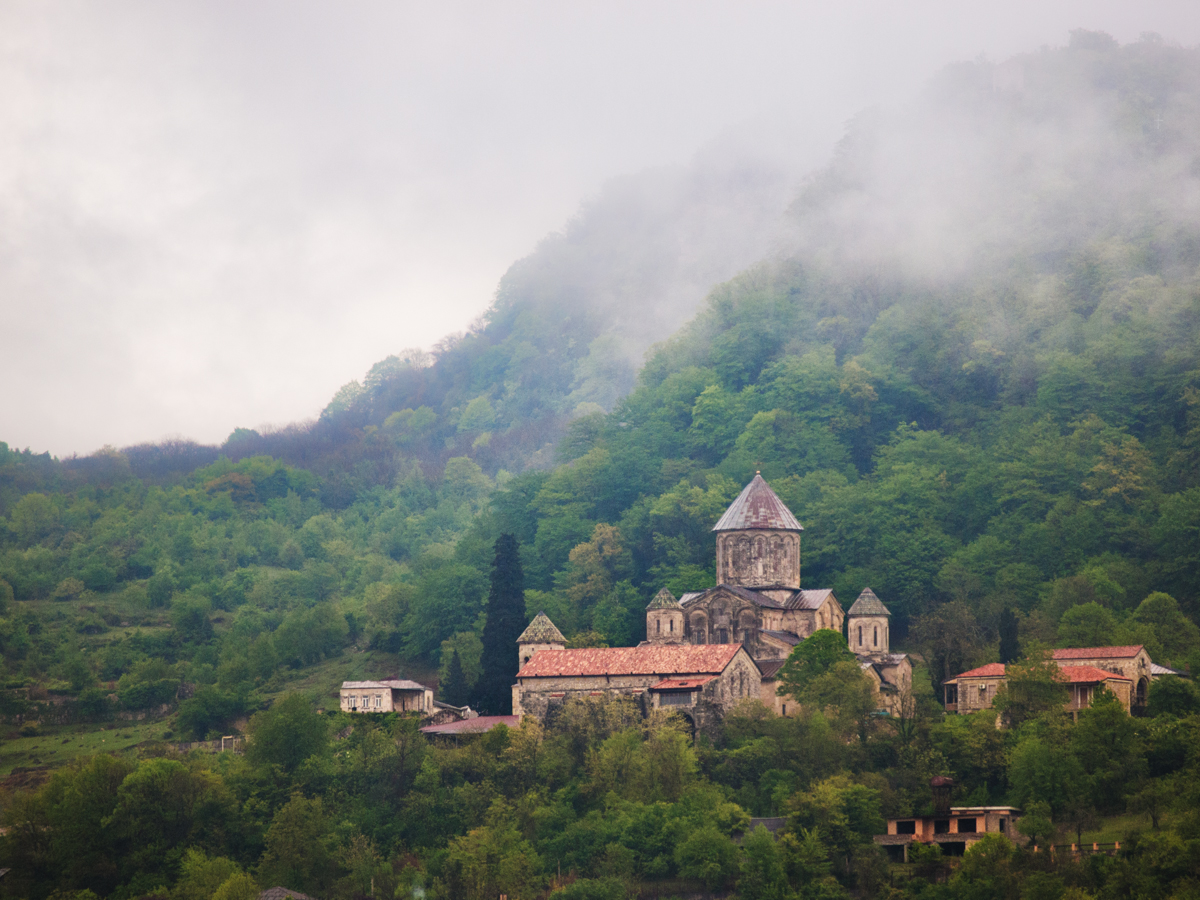
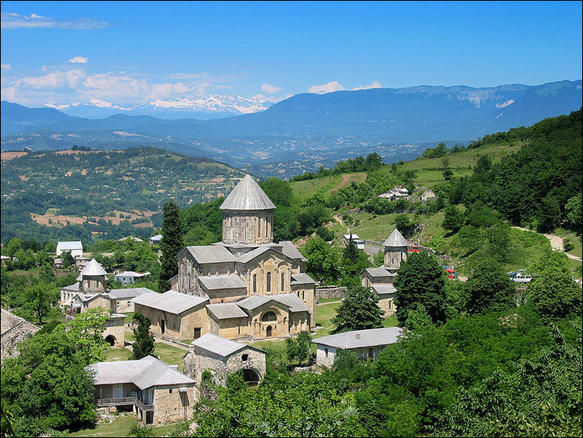